# 日本精化
日本精化株式会社（にっぽんせいか）は大阪府大阪市中央区備後町に本社を置く医薬品から工業用化学品まで様々な分野で使用される化学品を製造する企業である。

## 会社概要
主に医薬品の原料から、化粧品やシャンプー・リンス・コンディショナーなどに使用される香粧品まで様々な種類の化学品を製造している。
一般製品としては、かつて1980年代に藤沢薬品工業（現・アステラス製薬）から発売され、その後1985年よりライオンに移管されて販売された、トイレ用芳香剤「ピコレット」の製造をおこなっていたことで知られる。
元々は樟脳の取引に強いことでも知られた、旧鈴木商店系列の流れを汲む企業であり、現在でも化学合成技術による防虫剤分野において、創立当時から強みを持つ企業の一つでもある。

## 工場
- 高砂工場（兵庫県高砂市）
- 加古川東工場（兵庫県加古川市）
- 加古川西工場（兵庫県加古川市）
- 神戸工場（兵庫県神戸市東灘区）